# Sonatine pour deux violons de Honegger
Pour les articles homonymes, voir Sonatine pour deux violons.
La Sonatine pour deux violons (H. 29) est une œuvre de musique de chambre d'Arthur Honegger composée en 1920 et créée à Paris le 2 décembre 1920.

## Présentation
La Sonatine pour deux violons d'Arthur Honegger est composée en 1920, entre la Sonate pour alto et la Sonate pour violoncelle.
Pour le musicologue Harry Halbreich, c'est « un frais divertissement d'un diatonisme délicat, proche par son inspiration de la Pastorale d'été ».
L'œuvre, dédiée à Darius Milhaud, est créée par le dédicataire et le compositeur aux violons,.

## Structure
La Sonatine, d'une durée moyenne d'exécution de huit minutes environ, comprend trois mouvements :
1. Allegro non tanto ;
2. Andantino, qui fait usage de sourdines[4] ;
3. Allegro moderato, « mouvement fugué et librement inspiré de Bach[3] ».

La partition est publiée en 1922 par La Sirène (repris par Max Eschig).
Dans le catalogue des œuvres du compositeur établi par Harry Halbreich, la pièce porte le numéro H. 29.